# Gorytocephalus elongorchis
Gorytocephalus elongorchis är en hakmaskart som beskrevs av Vernon E. Thatcher 1979. Gorytocephalus elongorchis ingår i släktet Gorytocephalus och familjen Neoechinorhynchidae. Inga underarter finns listade i Catalogue of Life.